# Marcus Vitruvius Pollio

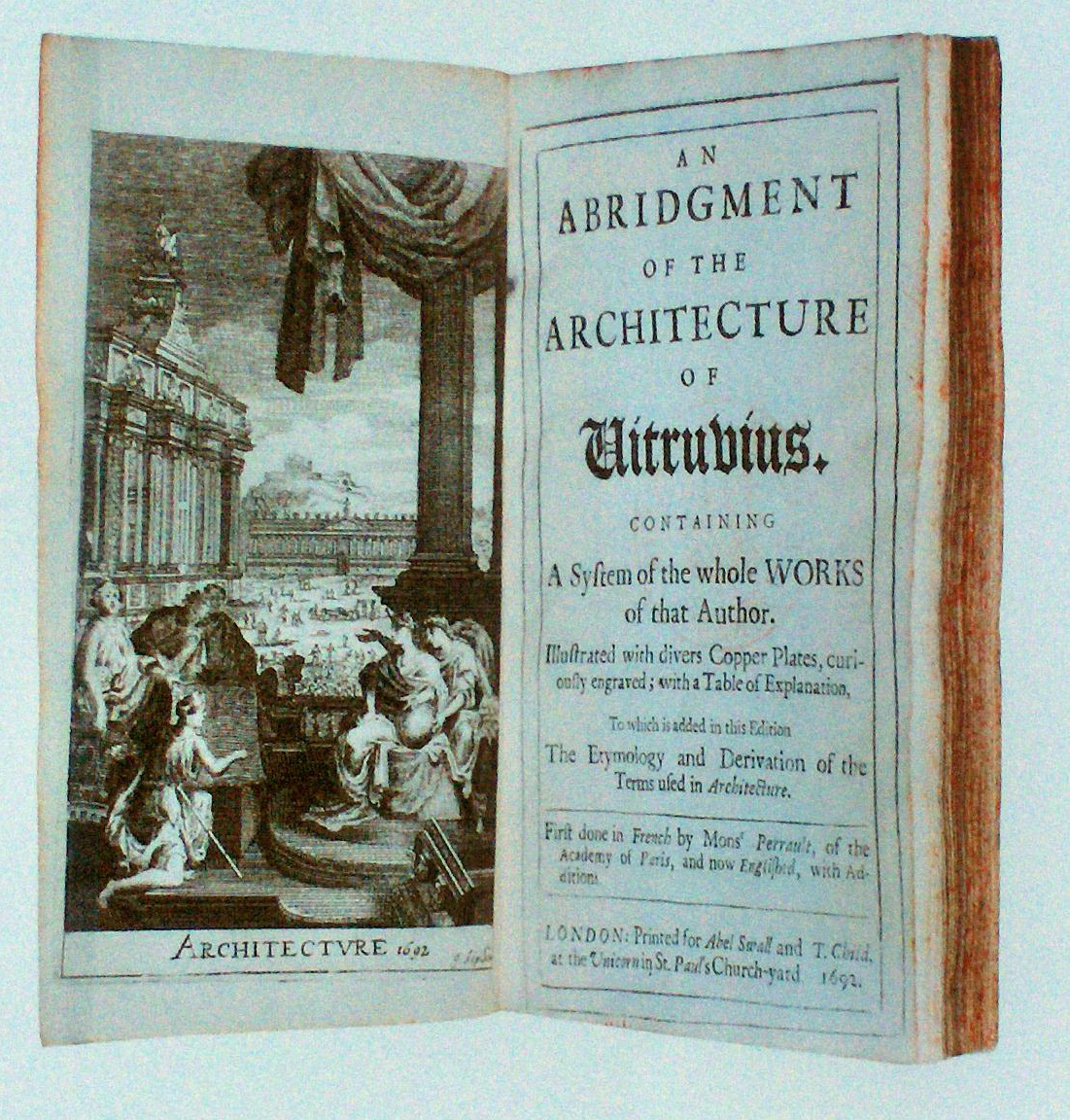
A „De architectura libri decem” 1692-es angol kiadása

Marcus Vitruvius Pollio, általánosan elterjedt nevén Vitruvius (i. e. 80-70 körül – i. e. 15 után) római építész, hadmérnök és szakíró. Újabb feltételezés szerint Julius Caesar hadmérnökével, Mamurrával azonos. Vízvezetéket, hajítófegyvereket tervezett, a Fanoban épített bazilikáját saját leírásából ismerjük.

## Műve
Hírnevét a De architectura libri decem című, az Az építészetről írt, Augustus császárnak ajánlott munkájának köszönheti, melyet tankönyvnek szánt. A könyvet 1414-ben egy svájci kolostorban fedezték fel, így a reneszánsz építészetre is nagy hatással lehetett. A mű tíz kötetre oszlik, az ókori építészet történetének egyik legbiztosabb alapja.
Az arányokról való megfigyeléseit az emberi testre is kiterjesztette, elgondolásai adták az alapot Leonardo Vitruvius-tanulmányához és ebben a híressé vált rajzhoz, amin az emberi test körökbe és négyzetekbe illeszkedik.

## Magyarul
- Marcus Pollio Vitruvius tíz könyve az építészetről; ford. Fuchs Béla, felülvizsgálta Bódiss Jusztin; Magyar Mérnök- és Építész-Egylet, Bp., 1898 (A Magyar Mérnök- és Építész-Egylet könyvkiadó vállalata)
- Tíz könyv az építészetről; előszó Hajnóczi Gábor, ford. Gulyás Dénes; Képzőművészeti, Bp., 1988 (Képzőművészeti zsebkönyvtár)
- Tíz könyv az építészetről; ford. Gulyás Dénes, átdolg. Marosi Ernő, előszó Hajnóczi Gábor; Quintus, Szeged, 2009